# Fred Timakata
Frederick Karlomuana Timakata, dit Fred Timakata, né en 1936 et mort en 1995, est un révérend anglican et homme d'État vanuatais. Il est président de la république de Vanuatu de 1989 à 1994.

## Biographie
Président du Parlement, il assure à ce titre l'intérim du poste de président entre le 17 février et le 8 mars 1984 après la démission d'Ati George Sokomanu. Du 30 janvier 1989 au 30 janvier 1994, il est le deuxième président du pays. 